# الکس فینی (بازیکن فوتبال، زاده ۱۹۹۶)
الکس فینی (انگلیسی: Alex Finney؛ زادهٔ ۶ ژوئن ۱۹۹۶) بازیکن فوتبال اهل بریتانیا است.
از باشگاه‌هایی که در آن بازی کرده‌است می‌توان به باشگاه فوتبال بولتون واندررز اشاره کرد.